# おばけマンション
『おばけマンションシリーズ』は、ポプラ社から出版されているむらいかよ作の児童書シリーズ、および同作に登場する架空のマンションの名称である。

## 概要
人間界のある街にあるマンション「おばけマンション」を舞台に、マンションの住民たちやマンションを訪れるおばけたちとの交流を描く。2002年に第1巻「おばけマンション」が発表されてから、2023年に第50巻「バイバイ！おばけマンション」が発表されるまでの21年間、全50巻が発表された。
毎回ユニークなキャラクターが登場することで人気となり、小学校低学年を中心に人気を博した。読者からは好きなキャラクターの絵や好きなキャラクターのランキングが描かれたファンレターが多く送られてきており、これらは巻頭に掲載されている。
20周年を迎えた2022年には、当時刊行されていた全49巻が電子書籍化され、10月19日にリリースされた。

## ストーリー
おばけの国「ポポヨン」から、一人のおばけがルイくんたちの住んでいる「おばけマンション」にやってきた。ルイくんは霊感が強く、突然現れたモモちゃんのことが見えて驚くが、次第に仲良くなり、様々なおばけとも出会っていく。

## 主な登場人物
モモちゃん
おばけの国のお姫様。ピンクの体とおだんご頭が特徴の少女。おばけの国の大王からの指令を受けて、ルイくんのマンションにやってきた。性格はおだやかだが、ポポヨンの大王である父親に対しては厳しい。
ルイくん
おばけマンションに住んでいる優しい普通の男の子。運動音痴で、当初は臆病な性格であったが、話が進むにつれ変化している。
モモちゃんには好意を抱いているが、親戚のボニー・ブルーを見て赤くなるなど浮気っぽい一面もある。
マタベエ
猫又。料理がうまい。第三巻で初登場した。本来はマンションにある、人間界とポポヨンをつないでいる「穴」をうっかり人間が踏み入れないように監視することを目的にやってきた。しかし、第8巻以降はヨッカラ・ムーマシィがつけたミスター・ドアに任せっきりである。通常のおばけは通常の人間に見えないように姿を透明にすることができるが、マタベエは「なんだか懐かしの術」を使って初めて会った人でも「どっかで会ったあの人」と錯覚させている。
ヨッカラ・ムーマシィ
魔女学校の校長先生で、ポポヨン大王の側近でもある。ポポヨン大王に代わって指令を出すことがある。ルーナの言動に振り回されっぱなし。
スターブラック
関西弁を話す。頭に星マークがあるのが特徴なカラスのおばけ。
ルーナ・ロッサ
見習い魔女。第四巻で初登場。サボりぐせがあるため、ほとんど魔法を使えない。一度だけ努力して箒には乗れるようになったが、16巻で破損した。語尾に「〜でちゅ」がつくなど、赤ちゃん言葉を話すという特徴がある。
ポポヨン大王/アレクサンダー・ペペ・ル・モコ・アレサ・コレサ・ピピン・ポポヨン
モモちゃんの父親で、ポポヨン国王。オネエっぽい言葉で話す。また、「幸福の宝石」を頭に強力接着剤でつけて取れなくなるなど、ドジである。モモちゃんには毎回指令が書いてあるお札と手紙を送って指令を出している。ただし、その指令も私利私欲のためであったり、原因を自分が作ったりしたものの後始末などが多いため、モモちゃんの悩みのタネとなっている。
リップルX
全編を通しての悪役。一人称は「ぼくちゃん」。顔が巨大な唇の中に目玉があるという外見をしている。普段は体は小さいが、人間の魂やお化けエネルギー(お化けの魂みたいなもの)を吸い取って人間と同じくらいの大きさになる。また、目玉の回転で催眠術をかけたり、口を使って魂を吸い取ることができる。
第二巻で初登場。かつて世界征服をたくらんだ罪で刑務所に収監されていたが脱獄、さらにアイドルグループ全員の魂を吸い取ってそのうち一人に化けてマンションに住みつき、報復としてモモちゃんの魂を吸い取って、ルイくんたちにも牙をむくが、プチ・ポチに倒された。第三巻では護送中に逃走し、やまんば三姉妹に拾われて生活している。その魔力はやまんば三姉妹には通用せず、第四巻では祭りの屋台でキャベツを切らさられたりと行動を制限されている。以降のシリーズではたびたび世界征服をあの手この手でもくろむもいつも失敗し、やまんば姉妹に捕まることになる。